# Csíkszentmárton borvízforrásai és népi fürdői
Csíkszentmárton borvízforrásai a település keleti határában törnek fel, forrásainál népi fürdőket alakítottak ki az évszázadok folyamán.

## Története
Több jóízű és jó gyógyhatású borvízforrás tör fel Csíkszentmárton területén. A források áldásos hatását kihasználva a helyiek népi jellegű fürdőket is kialakítottak az elmúlt évszázadokban. Néhány fürdőknek mára csak az emléke maradt fenn, az ott található források jelzik hajdani helyüket.
Vitos Mózes a Csíkmegyei füzetek c. leírásában a Nagy Sándor birtokán levő borvizet tartja a „legnevezetesebbnek” Csíkszentmárton ásványos forrásai közül, melyet a tulajdonos véletlenül fedezett fel birtokán 1895-ben. A bő hozamú, jó gyógyhatásúnak bizonyuló forrásnál Nagy Sándor 1896-ban egy 5 m hosszú és 5 m széles, férfiak és nők számára elkülönített medencét készíttetett. A hajdani fürdő helyét ma elmocsarasodott borvízforrások jelzik. 
A Nagy Sándor féle borvíztől nyugatra, a patak bal oldali részén található a betongyűrűbe foglalt Málnási borvíz, melyet a helyiek gyomorfekély kezelésére használnak. Ismert források még a hatszögű cserefa keretbe foglalt Bodó Dávid borvize, a Nyírpallagi borvíz és a Csíkibora borvíz. Az utóbbi két forrásról írja Vitos Mózes „mindkét borvíz jó és iható, de széthordva hamar elveszti erejét.” 2012-ben a Csíkibora forrást helyi önkéntes tűzoltók és segítőkész civilek felújították. 
A Rugát tető alatt található még egy szénsavmentes forrás, a tiszta nátrium-kloridos Sóskútforrás.
Csíkszentmárton és Csíkcsekefalva között, a Kicsimezőn a Posszogó vizes moffetánál népi fürdő létezett az 1920-az években. A helybeliek haza is szállították a forrás vizét, melegítve, lábfürdőnek használták. A kommunista időszakban a forrást betemették, környékét szántófölddé alakították az akkori vezetők. A 2010-es évek elején a helyi szakközépiskola diákjai Borbáth Gusztáv tanár vezetésével kiásták és deszkamedencébe foglalták a forrást. A kis népi fürdő 2016-ban új külsőt kapott, a felújított medencét pavilonnal födték be. A helybeliek szerint a fürdő vize reumás megbetegedések kezelésére használható. Csíkszentmárton népi fürdői közül csak a Posszogó éledt újra.
Csíkszentmártonban létezett még a Szent Anna gyógyforrás, melynek mára nyoma sincs a településen. Kevés adat létezik a róla. Az Erdély folyóirat 1908-ból ismerteti a csíkszentmártoni Szent Anna forrást, melynek vizét dr. Hankó Vilmos vegyelemezte. A kitűnőnek minősített forrás vizét palackozták is 1906-tól. Egy a 20. század elején készült és fennmaradt fényképen látszik a palackozó, mely egy zsindelyes székelyházból állt, előtte éppen a dugaszolást végző asszonyok, és a fuvaros, aki készül elvinni a borvizes ládákat a kóboros szekérével.
A Csíkszentmártonhoz tartozó Úz völgyében is van egy kénhidrogénes gyógyforrás, hajdan itt egy fürdő létezett, a Kőkerti büdösfürdő. Vitos Mózes szerint a „bő forrású és gazdag szénsavtartalmu ásványos fürdőt” az ott lakó csendőrök és pénzügyőrök használták nagyon eredményesen.

## Jellegzetessége
A csíkszentmártoni borvizek kalcium-hidrogén-karbonát, kalcium-magnézium-hidrogén-karbonát illetve nátrium-kloridos jellegű ásványvizek.

## Gyógyhatása
A csíkszentmártoni borvizeket asztali vízként, ivókúrában és fürdőkúrában különböző betegségekben használták.